# Juan Rehr
Juan Rehr (Praga 1691, Lima 1756) fue Cosmógrafo Mayor del Virreinato del Perú.

## Biografía
Estudió en el colegio de la Compañía de Jesús de Praga. Ingresó a la orden de los jesuitas en 1709, e hizo profesión religiosa en 1728. Estuvo destinado en las misiones de los Moxos, en la actual Bolivia. Debido a sus conocimientos en construcción, fue requerido por los jesuitas de la provincia de Perú para que reparase sus templos y construcciones, encargándole el Arzobispo de Lima la reconstrucción de la catedral de la ciudad. También diseñó la Iglesia Santiago Apóstol, ubicada en la Plaza Mayor de Surco Viejo en el Distrito de Santiago de Surco, la cual cuenta con una sola nave de cañón corrido y una cripta subterránea.
Fue nombrado Cosmógrafo Mayor por el virrey José Manso de Velasco en 1749, por lo cual se encargó de la Cátedra de Prima de Matemáticas en la Universidad de San Marcos. Publicó el anuario Conocimiento de los Tiempos desde 1750 a 1756.